# Río Gualeguaychú
Le Río Gualeguaychú est une rivière d'Argentine qui coule en province d'Entre Ríos. Elle naît dans le centre-est de la province, dans le 
département de Colón, et coule vers le sud, arrosant notamment la ville de Gualeguaychú. Elle termine son cours en confluant avec le Río Uruguay. Son bassin versant a une superficie de 6 693 km2.